# Rafael van der Vaart

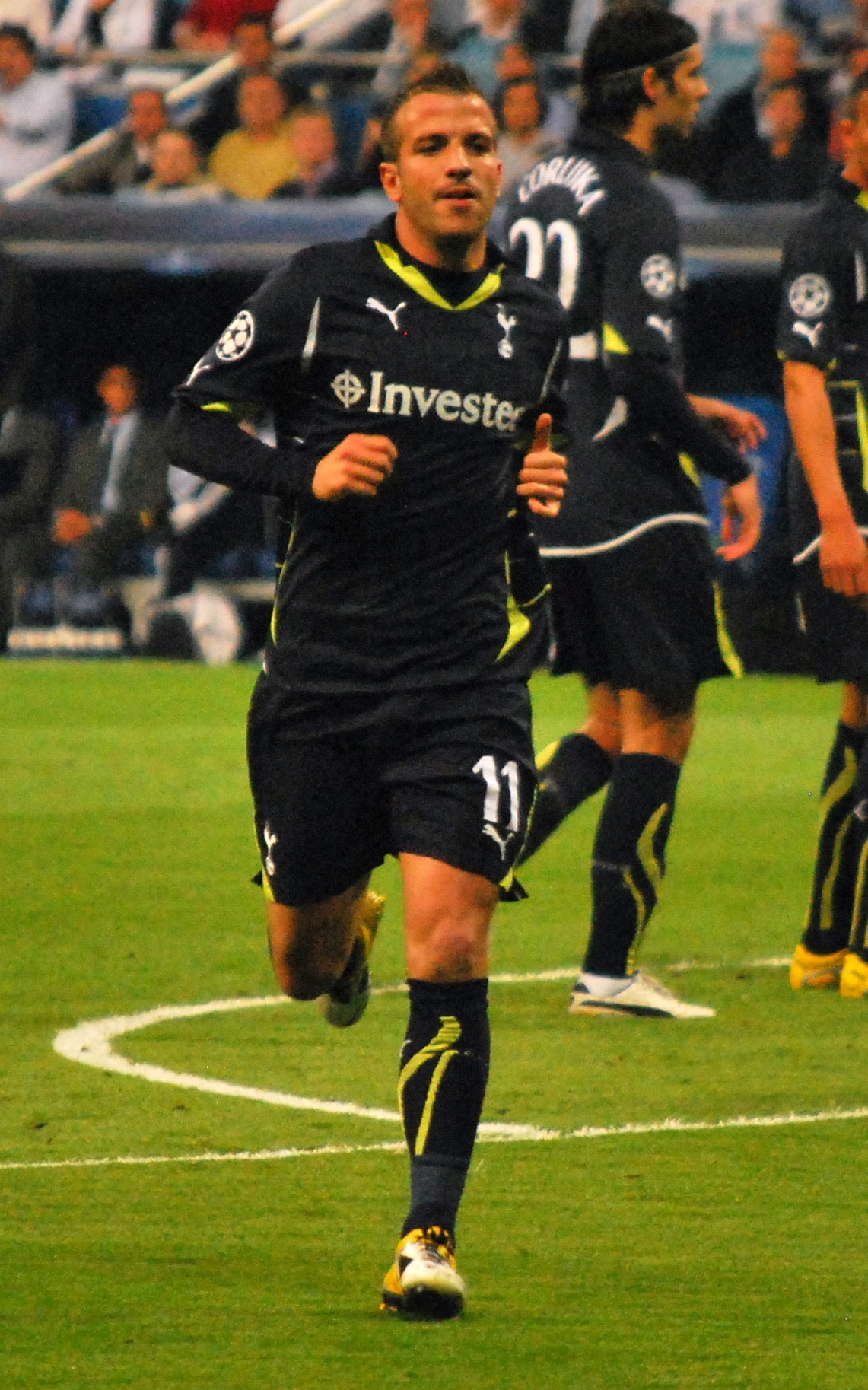
Van der Vaart w barwach Tottenhamu

Rafael Ferdinand van der Vaart (wym. [ˈraːfa.ɛl vɑn dɛr ˈvaːrt]ⓘ; ur. 11 lutego 1983 w Heemskerk) – holenderski piłkarz hiszpańskiego pochodzenia, grający na pozycji ofensywnego pomocnika.

## Kariera
Van der Vaart rozpoczynał piłkarską karierę w roku 1987 w drużynie De Kennemers. Po sześciu latach w tym klubie przeszedł do Ajaksu Amsterdam. Do pierwszej drużyny tego klubu włączony został w roku 2000, zadebiutował w niej 19 kwietnia w meczu z FC Den Bosch. Był to jego jedyny występ w tym sezonie. Rok później Holender był już podstawowym zawodnikiem Ajaksu. W lecie 2005 roku Van der Vaart za 5 milionów euro przeszedł do niemieckiego Hamburger SV. Łącznie w Eredivisie rozegrał 117 meczów i strzelił 52 bramki. W nowym klubie swój debiut zaliczył 6 sierpnia w spotkaniu z 1. FC Nürnberg. Po trzech latach gry w niemieckim zespole, w roku 2008 Van der Vaart za kwotę 13 milionów euro przeszedł do Realu Madryt. W nowej drużynie zadebiutował w przedsezonowym wygranym 2:1 spotkaniu z Independiente Santa Fé, w którym zdobył bramkę i zaliczył asystę. Pierwszy występ w Primera División zaliczył 14 września w spotkaniu z Numancią. 31 sierpnia 2010 roku za kwotę 8 milionów funtów przeszedł do Tottenhamu Hotspur. Od 31 sierpnia 2012 do 15 czerwca 2015 roku znów reprezentował barwy klubu z Hamburga. W dniu 16 czerwca został piłkarzem Realu Betis.
W reprezentacji Holandii Van der Vaart zadebiutował za kadencji Dicka Advocaata 6 października 2001 roku w wygranym 4:0 meczu z reprezentacją Andory. Brał udział w MŚ w Niemczech w 2006 oraz w 2010 w RPA gdzie zdobył wicemistrzostwo.

## Statystyki
Stan na 15 października 2016.
| Sezon                      | Klub              | Rozgrywki            | Mecze | Bramki |
| -------------------------- | ----------------- | -------------------- | ----- | ------ |
| 1999/00                    | AFC Ajax          | Eredivisie           | 2     | 0      |
| 2000/01                    | AFC Ajax          | Eredivisie           | 27    | 7      |
| 2001/02                    | AFC Ajax          | Eredivisie           | 20    | 14     |
| 2002/03                    | AFC Ajax          | Eredivisie           | 21    | 18     |
| 2003/04                    | AFC Ajax          | Eredivisie           | 26    | 7      |
| 2004/05                    | AFC Ajax          | Eredivisie           | 22    | 6      |
| 2005/06                    | Hamburger SV      | Bundesliga           | 19    | 9      |
| 2006/07                    | Hamburger SV      | Bundesliga           | 26    | 8      |
| 2007/08                    | Hamburger SV      | Bundesliga           | 29    | 12     |
| 2008/09                    | Real Madryt       | Primera Division     | 32    | 5      |
| 2009/10                    | Real Madryt       | Primera Division     | 26    | 6      |
| 2010/11                    | Tottenham Hotspur | Premier League       | 28    | 13     |
| 2011/12                    | Tottenham Hotspur | Premier League       | 31    | 11     |
| 2012/13                    | Hamburger SV      | Bundesliga           | 27    | 5      |
| 2013/14                    | Hamburger SV      | Bundesliga           | 29    | 7      |
| 2014/15                    | Hamburger SV      | Bundesliga           | 25    | 4      |
| 2015/16                    | Real Betis        | Primera División     | 7     | 0      |
| 2016/17                    | FC Midtjylland    | Superligaen          | 4     | 1      |
|                            |                   | Łącznie w Eredivisie | 117   | 52     |
| Łącznie w Bundeslidze      | 155               | 45                   |       |        |
| Łącznie w Primera Division | 64                | 11                   |       |        |
| Łącznie w Premier League   | 60                | 24                   |       |        |
| Łącznie w Superligaen      | 4                 | 1                    |       |        |

## Sukcesy

### Indywidualne
- Talent Roku w Ajaxie Amsterdam – 1999, 2000, 2001
- Sportowiec Roku w Amsterdamie – 2001
- Talent Roku w Europie – 2002

### Klubowe
- Mistrzostwo Holandii – 2002, 2004
- Puchar Holandii – 2002
- Superpuchar Hiszpanii – 2008
- Superpuchar Holandii – 2003

### Międzynarodowe
- Wicemistrzostwo Świata – 2010

## Życie prywatne
Był żonaty z modelką Sylvie Meis, ma z nią syna Damiána. Z powodu Sylvie sprowokował żółtą kartkę, ponieważ zamiast jechać do kolejnego, wyjazdowego meczu HSV w Berlinie poszedł na jej urodziny. Sylwia porzuciła go po kłótni podczas sylwestrowej imprezy 2012 roku. Według doniesień prasy, punktem zapalnym konfliktu tej nocy sylwestrowej był związek piłkarza z prezenterką telewizyjną Nikkie Plessen. Po dużej ilości cierpkich słów od Sylwii Rafael stracił kontrolę nad emocjami i powalił swoją małżonkę ciosem. Po odejściu Sylwii jej przyjaciółka i była małżonka Khalida Boulahrouza Sabia Boulahrouz została nową partnerką Rafaela i wytłumaczyła, że Sylwia sama jest winna rozpadu małżeństwa.